# Лов
Лов или Лол — душа в мифологии коми. В отличие от орта, покидает тело своего хозяина в момент смерти.
Душа (лов) находится в голове человека, благодаря ей человек смог дышать и в целом она ответственна за поддержание жизненного начала в теле человека.
Местонахождение Лова в голове соответствует представлениям финно-угров о трёх измерениях мироздания. В частности, зыряне носили головы животных, птиц, рыб и использовали их в качестве оберегов.
Лова можно увидеть при расставании с телом человека. Он может трансформироваться в облачко или пар, а также появляться в облике бабочки, мыши, птицы, маленького человечка.
Существовал обряд, согласно которому родственники умирающего собирались вокруг смертного одра и ожидали исход Лова. После смерти Лов и умерший начинали восприниматься как одно целое и ему предстояло отправиться в Рай или Ад в зависимости от его праведной или греховной жизни.
Об убийстве души может рассказать дерево Ловпу. Для этого следовало сделать из него дудочку или рожок и послушать мелодию.

## Быличка о Лове
Сохранилась быличка, в которой говорится, что однажды наблюдатели увидели мышь, которая выскользнула изо рта спящей женщины. Когда же ей прикрыли рот, мышь превратилась в пар и вернулась в тело спящей.